# Мавзолей Котовского
Мавзолей Г. И. Котовского — памятник-усыпальница в Подольске.
Сооружен в 1925 году, разрушен в 1941 году. Восстановлен в 1965 году в уменьшенном виде по проекту одесского архитектора Проценко и представляет собой стелу со склепом. Тело Котовского хранится в закрытом гробу с небольшим окошком.

## История
На следующий день после убийства Г. И. Котовского, 7 августа 1925 года, из Москвы в Одессу срочным порядком была направлена группа бальзаматоров во главе с профессором Воробьёвым. Спустя несколько дней работа по бальзамированию тела Котовского была закончена.
Мавзолей был изготовлен по типу мавзолея Н. И. Пирогова под Винницей и Ленина в Москве. Вначале мавзолей состоял лишь из подземной части.

В специально оборудованном помещении на небольшой глубине был установлен стеклянный саркофаг, в котором при определённой температуре и влажности сохранялось тело Котовского. Рядом с саркофагом, на атласных подушечках хранились награды Григория Ивановича — три ордена Боевого Красного Знамени. А чуть поодаль, на специальном постаменте находилось почётное революционное оружие — инкрустированная кавалерийская шашка.
В 1934 году над подземной частью было воздвигнуто фундаментальное сооружение с небольшой трибуной и барельефными композициями на тему Гражданской войны. Так же, как и у мавзолея Ленина, здесь проводились парады и демонстрации, военные присяги и приём в пионеры. К телу Котовского был открыт доступ трудящимся.
В 1941 году во время Великой Отечественной войны поспешное отступление советских войск не позволило эвакуировать тело Котовского. В начале августа 1941 года Котовск занимали сначала немецкие, а потом и румынские войска. 6 августа 1941 года, ровно через 16 лет после убийства комкора, оккупационные войска разбили саркофаг Котовского и надругались над телом, выбросив останки Котовского в свежевырытую траншею вместе с трупами расстрелянных местных жителей.
Рабочие железнодорожного депо во главе с начальником ремонтных мастерских Иваном Тимофеевичем Скорубским вскрыли траншею и перезахоронили убитых, а останки Котовского собрали в мешок и сберегали у себя до окончания оккупации в 1944 году.
Мавзолей был восстановлен в 1965 году в уменьшенном виде. Останки военачальника хранятся в закрытом цинковом гробу с небольшим окошком.
В сентябре 2016 года вандалы разграбили мавзолей и повредили скелет Котовского.
28 сентября 2016 года депутаты городского совета Подольска приняли решение похоронить останки Григория Котовского на городском кладбище № 1. Однако это решение остается невыполненным, поскольку городской совет должен получить разрешение от родственников на перезахоронение. Само же сооружение в соответствии с объяснениями Министерства культуры Украины не подпадает под действие закона о декоммунизации, поскольку является местом захоронения.
В течение длительного времени мавзолей был закрыт для посетителей, поскольку находился в запущенном состоянии. В 2018 была проведена реконструкция комплекса на средства городского бюджета.